# Азимиты
Азими́ты, или опресночники (греч. ἀζυμίται, от греч. ἀ- — «без»; и ζύμη —  «закваска»; лат. azymitae) — у греков название западных христиан, по причине употребления ими опресноков (пресного хлеба) при таинстве евхаристии (причащения).
Тогда как католики называли греков ферментариями или празимитами — употреблявшими закваску, или прозимитами.